# فیلیپ اوخس
فیلیپ اوخس (آلمانی: Philipp Ochs؛ زادهٔ ۱۷ آوریل ۱۹۹۷) بازیکن فوتبال اهل آلمان است که در پست هافبک بازی می‌کند.
از باشگاه‌هایی که در آن بازی کرده‌است می‌توان به باشگاه فوتبال هوفنهایم اشاره کرد.
وی همچنین در تیم‌های ملی فوتبال جوانان آلمان و زیر ۲۱ سال آلمان بازی کرده‌است.